# 신용정보
신용정보(信用情報)는 신용정보의 이용 및 보호에 관한 법률에 따르면 금융거래등 상거래에 있어서 거래상대방에 대한 식별·신용도·신용거래능력등의 판단을 위하여 필요로 하는 정보로서 대통령령이 정하는 정보를 말한다. (동법 제2조 제1호)

## 신용정보법 시행령상의 규정
법 제2조제1호에서 "대통령령이 정하는 정보"라 함은 다음 각호의 1에 해당하는 정보를 말한다. 다만, 법 제2조 제8호·제9호 및 제11호의 업무와 관련하여서는 다른 법령의 규정에 의하여 공시 또는 공개되거나 다른 법령에 위반됨이 없이 출판물·방송등의 공공매체등을 통하여 공시 또는 공개된 정보등은 제외한다.(시행령 제2조 제1항)
1. 개인의 성명·주소·주민등록번호(외국인의 경우 외국인등록번호 또는 여권번호)·성별·국적 및 직업등과 기업 및 법인의 상호·법인등록번호·사업자등록번호·본점 및 영업소의 소재지·설립연월일·목적 및 임원에 관한 사항등 특정 신용정보주체를 식별할 수 있는 정보(제2호 내지 제6호의 1에 해당하는 정보와 결합되는 경우에 한한다)
2. 대출·보증·담보제공·가계당좌예금 또는 당좌예금·신용카드·할부금융·시설대여 등의 금융거래 등 상거래와 관련하여 신용정보주체의 거래내용을 판단할 수 있는 정보로서 총리령이 정하는 정보
3. 금융거래 등 상거래와 관련하여 발생한 연체·부도·대지급 또는 허위 기타 부정한 방법에 의한 신용질서 문란행위 등 신용정보주체(신용정보주체가 회사인 경우에는 다음 각목의 자를 포함한다)의 신용도를 판단할 수 있는 정보로서 총리령이 정하는 정보
가. 「국세기본법」 제39조제2항의 규정에 의한 과점주주로서 최다출자자인 자
나. 「국세기본법」 제39조제2항의 규정에 의한 과점주주인 동시에 당해 회사의 이사 또는 감사로서 당해 회사의 채무에 연대보증을 한 자
다. 당해 회사의 발행주식총수 또는 지분총액의 100분의 30이상을 소유하고 있는 자로서 최다출자자인 자
라. 당해 회사의 무한책임사원
4. 금융거래등 상거래에 있어서 신용도등의 판단을 위하여 필요한 개인의 재산·채무·소득의 총액, 납세실적등과 기업 및 법인의 연혁·주식 또는 지분보유현황등 회사의 개황, 판매내역·수주실적·경영상의 주요계약등 사업의 내용, 재무제표등 재무에 관한 사항, 「주식회사의 외부감사에 관한 법률」의 규정에 의한 감사인의 감사의견 및 납세실적등 신용정보주체의 신용거래능력을 판단할 수 있는 정보
5. 금융거래등 상거래에 있어서 신용정보주체의 식별·신용도 및 신용거래능력을 판단할 수 있는 법원의 심판·결정정보, 조세 또는 공공요금등의 체납정보, 주민등록 및 법인등록에 관한 정보 및 기타 공공기관이 보유하는 정보로서 총리령이 정하는 정보
6. 제2호 내지 제5호와 유사한 신용정보로서 총리령이 정하는 정보

## 개인신용정보
개인신용정보는 「금융실명거래 및 비밀보장에 관한 법률」 제4조의 규정에 의한 금융거래의 내용에 관한 정보 또는 자료, 개인의 질병에 관한 정보 등을 말한다. (구체적인 항목은 법 제23조 제1항, 시행령 제12조 제3항, 시행령 제2조 제1항 제2호~제4호 참조)

## 같이 보기
- 개인정보